# بسار
البسار أو الضلعة بفتح الضاء وكسرها (الاسم العلمي: Scomberoides)، جنس أسماك بحرية من فصيلة الشيميات، مواطنها الأصلية المحيط الهندي وغرب المحيط الهادئ. قد تكون الأنواع في هذا الجنس سامة بسبب وجود سم على العمود الفقري للزعانف الظهرية والشرجية.

## الأنواع
الأنواع المعترف بها حاليًا في هذه الجنس أربعة
- بسار تالانغ برنار جيرمان دي لاسيبيد, 1801
- بسار مزدوج التنقيط (بيتر فورسكول, 1775)
- بسار مخطط (جورج كوفييه, 1832)
- بسار إبري الحراشف (جورج كوفييه, 1832)